# ورزش در نامیبیا
ورزش‌های اصلی در نامیبیا، فوتبال، راگبی ۱۵ نفره، کریکت، گلف و ماهیگیری است. بوکس و دو و میدانی نیز محبوب هستند. ورزشگاه خانگی همهٔ تیم‌های ملی، استادیوم استقلال در ویندهوک است، در حالی که ورزشگاه سم نوجوما در کاتوتورا نیز گاهی اوقات مورد استفاده قرار می‌گیرد.

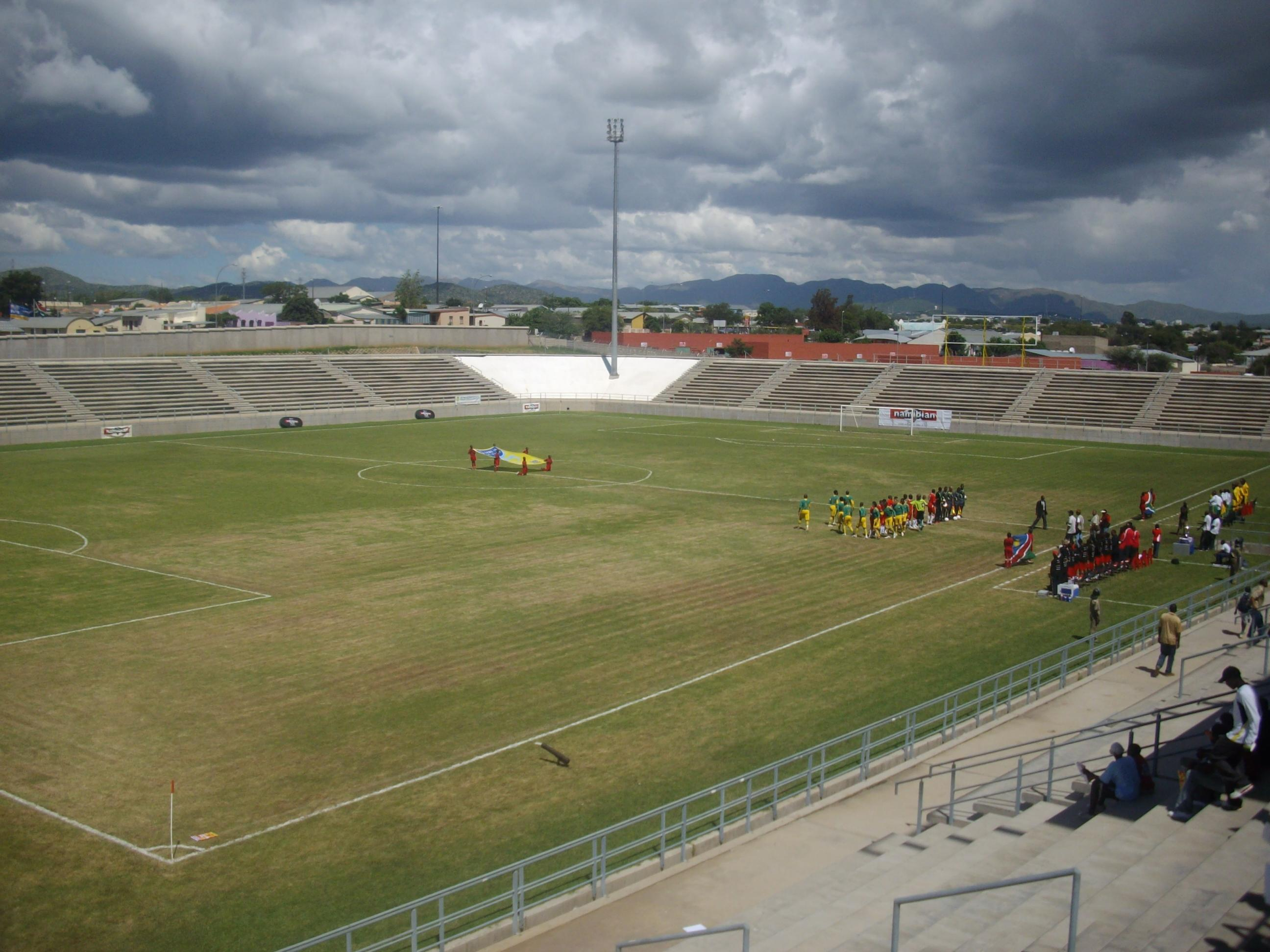
نمایی از ورزشگاه سم نوجوما در کاتوتورا

## فوتبال
فوتبال در نامیبیا توسط اتحادیه فوتبال نامیبیا اداره می‌شود. لیگ برتر نامیبیا لیگ اصلی داخلی است. تیم ملی فوتبال نامیبیا هرگز به جام جهانی فوتبال راه نیافته است، اما در سال ۲۰۱۵ جام کوزافا را برده و دو بار در این جام نایب قهرمان شده است. آنها به دو جام ملت‌های آفریقا در سال‌های ۱۹۹۸ و ۲۰۰۸ راه یافته‌اند، جایی که آنها از دور اول در جام ملت‌های آفریقا ۲۰۲۳ صعود کردند.

## راگبی ۱۵ نفره

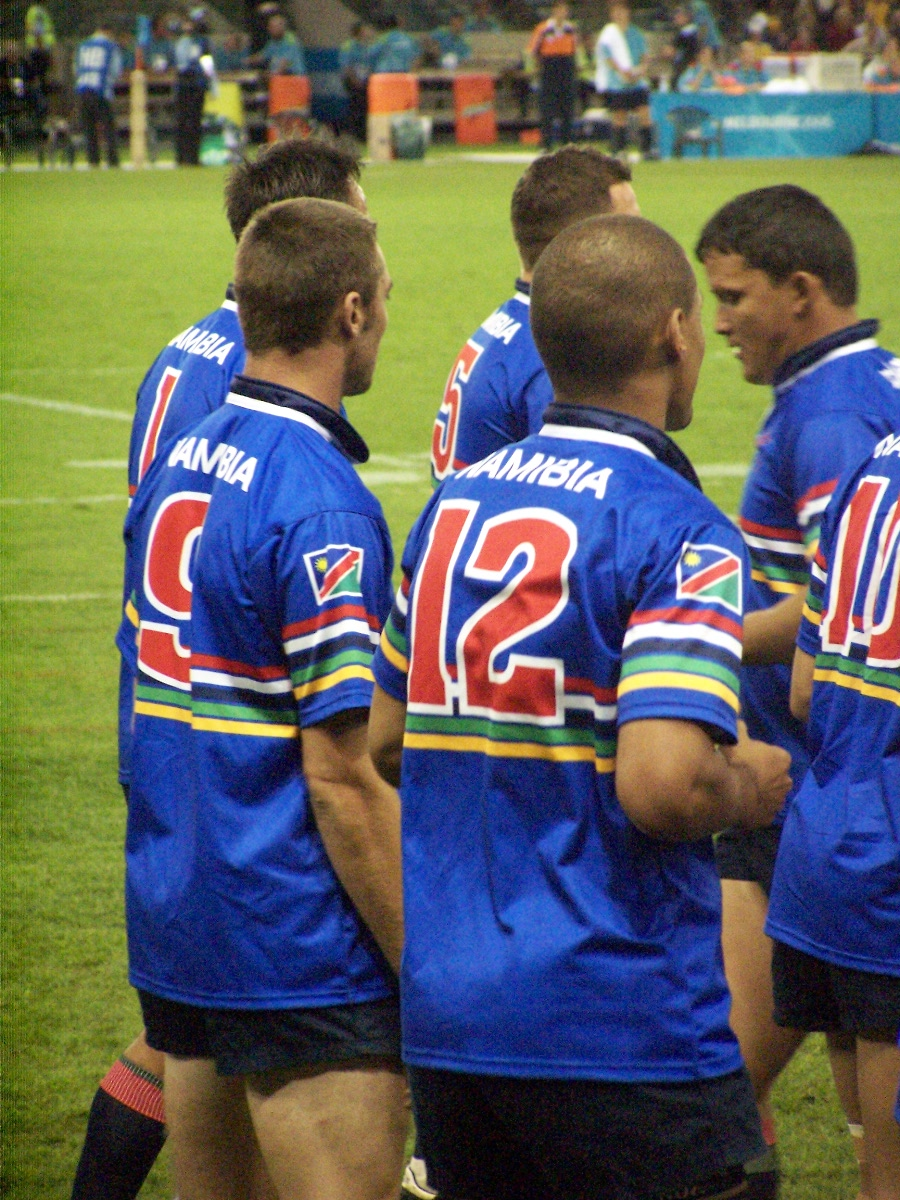
تیم راگبی نامیبیا

راگبی ۱۵ نفره در سال ۱۹۱۶ از آفریقای جنوبی به نامیبیا درآمد. هیئت حاکمهٔ اصلی امروز اتحادیه راگبی ۱۵ نفرهٔ نامیبیا است. تیم ملی نامیبیا معمولاً به عنوان ولویستچیا (Welwitschia) شناخته می‌شود. نامیبیا شش بار در سال‌های ۱۹۹۹، ۲۰۰۳، ۲۰۰۷، ۲۰۱۱، ۲۰۱۵، ۲۰۱۹ و ۲۰۲۳ وارد جام جهانی شده است اما هرگز در هیچ بازی پیروز نشده است.
تا پیش زمان استقلال، بازیکنان نامیبیا همچنین واجد شرایط حضور در تیم آفریقای جنوبی بودند، از جمله جان الیس و پرسی مونتگومری. بازیکنان مختلف حرفهٔ راگبی خود را در آفریقای جنوبی و در تعدادی از کشورهای اروپایی دنبال می‌کنند.

## کریکت
تاریخچه کریکت در نامیبیا ارتباط نزدیکی با کریکت آفریقای جنوبی دارد. پس از استقلال، هیئت تازه تأسیس کریکت نامیبیا شروع به توسعهٔ بازی‌های خود در سراسر کشور کرد و همچنین دیدارهایی را از تیم‌های مختلف شهرستانی انگلیسی و هلند ترتیب داد. در سال ۱۹۹۲ به آنها عضویت وابستهٔ انجمن بین‌المللی کریکت اعطا شد. نامیبیا در جام جهانی ۲۰۰۳ شش بازی انجام داد و همه آنها را باخت. با این حال، آنها یک بازی معتبر مقابل انگلیس داشتند که در آن با روش داکورث-لوئیس برای دوازده اُوِر از انگلیسی‌ها جلو افتادند و یان بری برگر تقریباً با ۸۵ توپ خارج از ۸۶، یک ضربه را به دست آورد. رودی ون وورن ۵ ویکت گرفت و بعداً در همان سال در جام جهانی راگبی برای نامیبیا به میدان رفت.
نامیبیا در سال ۲۰۲۱ به مسابقات جام جهانی تی۲۰ مردان آی‌سی‌سی در امارات و عمان راه یافت، جایی که این تیم در اولین بازی خود در جام جهانی مقابل هلند پیروز شد و سپس با پیروزی مقابل ایرلند به مسابقات سوپر راگبی راه یافت. پیروزی مقابل ایرلند اولین برد تاریخ نامیبیا در برابر یک عضو کامل در یک بازی رسمی بین‌المللی بود. در جام جهانی تی۲۰ مردان ۲۰۲۲ استرالیا، نامیبیا معروف‌ترین پیروزی خود را با شکست دادن سریلانکا با ۵۵ دوش در جیلانگ به ثبت رساند. با این حال، آنها نتوانستند قهرمانی جام جهانی تی ۲۰ ۲۰۲۱ را تکرار کنند زیرا دو بازی بعدی خود را به هلند و امارات باختند.
به جز موارد معدودی، کریکت در نامیبیا به جمعیت آفریکانز و آلمانی‌زبان محدود شده است. بومیان آفریقایی که ۸۰ درصد از جمعیت ملی را تشکیل می‌دهند، به سختی علاقه‌ای به کریکت نشان می‌دهند.

### جام جهانی کریکت
- ۱۹۷۵ تا ۱۹۹۲: واجد شرایط نیست، عضو ICC نیست
- ۱۹۹۶: واجد شرایط نبود
- ۱۹۹۹: واجد شرایط نبود
- ۲۰۰۳: دور اول
- ۲۰۰۷: واجد شرایط نبود
- ۲۰۲۱: سوپر ۱۲
- ۲۰۲۴: دور اول

## دو و میدانی
برجسته‌ترین ورزشکار نامیبیا و به‌طور کلی یکی از برجسته‌ترین افراد این ورزش در نامیبیا، دوندهٔ سابق فرانکی فردریکس است. او اولین مدال آور المپیک از کشور است و در مجموع چهار مدال نقره المپیک را کسب کرد.او همچنین در سال ۱۹۹۳ قهرمان جهان شد و سه مدال نقره دیگر را در مسابقات جهانی دو و میدانی به دست آورد، همگی در مادهٔ ۲۰۰ متر. او با ۱۹٫۶۸ ثانیه، رکورد آفریقا را در این ماده دارد و تا می ۲۰۰۶ رکورد آفریقا در ۱۰۰ متر را در اختیار داشت.
کریستین امبوما و بئاتریس ماسیلینگی دونده‌های سرعت اهل نامیبیا، در المپیک ۲۰۲۰ توکیو حضور داشتند، اگرچه به دلیل سطح تستوسترون بالا به‌طور طبیعی از مسابقهٔ ۴۰۰ متری مورد علاقهٔ خود محروم شدند. هر دوی آنها، دوی ۲۰۰ متر را دویدند و به فینال راه یافتند.کریستین امبوما در المپیک ۲۰۲۰ توکیو در ۲۰۰ متر زنان نقره گرفت.
از دیگر ورزشکاران برجسته می‌توان به دوندهٔ دوی نیمه‌استقامت اگنس ساماریا و دوندهٔ دو استقامت لوکتز سوارتبوی و همچنین ورزشکاران پارالمپیک جوهانا بنسون، آنانیاس شیکونگو، یوهانس نامبالا و رجینالد بناد اشاره کرد.

## بسکتبال
نامیبیا منتظر اولین جواز حضور در مسابقات قهرمانی فیبا آفریقا است. فدراسیون بسکتبال آن با فدراسیون آلمان همکاری می‌کند.

## بوکس
چندین بوکسور موفق نامیبیا از جمله جافت اوتونی (برندهٔ مدال طلا در بازی‌های مشترک المنافع ۲۰۰۶ و مسابقات قهرمانی بوکس آفریقا ۲۰۰۶)، پائولوس آمبوندا (نمایندهٔ کشورش در المپیک تابستانی ۲۰۰۴ در آتن)، پائولوس موزس، هری سیمون و جوزف جرمیا (نمایندهٔ کشورش در بازی‌های المپیک تابستانی ۲۰۰۴ و همچنین کسب مدال برنز در وزن ۴۸ کیلوگرم در بازی‌های ۲۰۰۳ سراسر آفریقا). در مارس ۲۰۰۸، نامیبیا میزبان دور نهایی مقدماتی مسابقات قاره‌ای بوکس در بازی‌های المپیک تابستانی ۲۰۰۸ بود.از آنجایی که جافت اوتونی قبلاً با قهرمانی در کلاس خود در دور اول مقدماتی، به المپیک ۲۰۰۸ راه یافته بود، ۲ بوکسور دیگر نامیبیا نیز (موجانجائه کاسوتو و جولیوس ایندونگو) جواز کسب کردند. در ژانویه ۲۰۰۹، پائولوس موزس، یوسوکه کوبوری از ژاپن را شکست داد و عنوان سبک‌وزن اتحادیه جهانی بوکس را به دست آورد.

## گلف
برجسته‌ترین گلف باز نامیبیا تِرِوِر دودداس است. ۲۵ زمین گلف در نامیبیا وجود دارد.

## اسب‌سواری

### سوارکاری نامیبیا
فدراسیون سوارکاری نامیبیا (NAMEF) در سال ۱۹۵۸ توسط آی. ویگتس، ای هومان و ای هولتز تأسیس شد. در ابتدا به عنوان انجمن سوارکاری آفریقای جنوب غربی شناخته می‌شد و پس از استقلال نامیبیا از جمهوری آفریقای جنوبی به «فدراسیون سوارکاری نامیبیا» تغییر نام داد. از سال ۱۹۹۲ به کمیسیون ورزش نامیبیا (NSC)، کمیتهٔ ملی المپیک نامیبیا (NNOC) و نهاد بین‌المللی فدراسیون بین‌المللی سوارکاری (FEI) وابسته هستند و ورزش اسب‌سواری را در سطح ملی و بین‌المللی نمایندگی می‌کنند.

### سوارکاری استقامتی نامیبیا
فدراسیون سوارکاری نامیبیا، فدراسیون رسمی برای سوارکاری استقامتی در نامیبیا است. مسابقات استقامتی و سواری منظم در سراسر کشور تحت مدیریت فدراسیون سوارکاری نامیبیا در حال برگزاری است.

## بولینگ روی چمن
بولینگ چمنی یکی از اولین برنامه‌های ورزشی در نامیبیا بود که قهرمانی جهان را به وجود آورد. داو کالیتز برنده این عنوان بود که در مسابقات قهرمان جهان در سال ۲۰۰۳ در موآما استرالیا پیروز شد. برخی از مسابقات ملی مهم عبارت‌اند از لیگ ملی سالانه و همچنین مسابقات قهرمانی ملی سالانهٔ نامیبیا. در سال ۲۰۱۳، نامیبیا میزبان مسابقات کشورهای آفریقایی بود، رقابتی که هفت کشور از سراسر آفریقا در آن شرکت می‌کردند. تیم ملی مردان در حال حاضر در رده یازدهم جهان قرار دارد.

## قایقرانی
انجمن قایقرانی نامیبیا نهاد ملی حاکم بر ورزش قایقرانی در نامیبیا است که به تشخیص کمیسیون ورزش نامیبیا و توسط فدراسیون جهانی قایقرانی بادبانی به رسمیت شناخته شده است.